# I Cavalieri dello zodiaco - Saint Seiya: Soul of Gold
I Cavalieri dello zodiaco - Saint Seiya: Soul of Gold (聖闘士星矢 黄金魂 ?, Saint Seiya -Ōgonkon-, Saint Seiya: Soul of Gold) è una serie ONA, spin-off della serie animata degli anni '80 I Cavalieri dello zodiaco tratta dall'omonimo fumetto di Masami Kurumada, prodotta da Toei Animation e trasmessa in simulcast mondiale dall'11 aprile 2015 come parte dei progetti volti a commemorare i quarant'anni di carriera di Kurumada come fumettista.
Dopo il suo annuncio Soul of Gold venne distribuita a livello internazionale in edizione sottotitolata in diverse lingue (fra cui l'italiano) tramite diverse piattaforme online fra cui Daisuki, Crunchroll e Youtube (quest'ultimo solamente per l'Italia, Giappone e Taiwan).
La serie si colloca come spin-off dell'adattamento televisivo dell'opera originale (la serie televisiva del 1987 e gli OAV I Cavalieri dello zodiaco - Saint Seiya - Hades prodotti fra il 2002 e il 2008), in contemporanea alla battaglia dei Cavalieri di Bronzo contro Ade nei Campi Elisi a seguito della distruzione del Muro del Lamento da parte dei dodici cavalieri d'oro. Le vicende narrate si svolgono ad Asgard, il regno del dio Odino, già apparso nella serie televisiva come cornice dell'arco narrativo riempitivo che copre gli episodi compresi fra il settantaquattresimo e il novantanovesimo, collocandosi come sequel diretto di quegli eventi.

## Produzione
La serie venne annunciata per la prima volta in occasione del Tamashii Nation Figure Expo in Giappone il 29 ottobre 2014, specificando che la serie avrebbe avuto come protagonisti i dodici Cavalieri d'Oro apparsi nell'opera originale, per poi essere presentata ufficialmente due giorni dopo, insieme ai primi modellini dedicati ai personaggi.
A febbraio vengono poi rivelati i doppiatori dei protagonisti e lo staff tecnico, mentre successivamente viene svelata anche l'ambientazione. Nei giorni precedenti all'inizio dello streaming vengono aperte varie versioni del sito ufficiale nelle lingue dei paesi in cui viene distribuita la serie (italiano, inglese, spagnolo europeo e dell'America latina, cinese tradizionale e portoghese del Brasile).

## Trama
Dopo la dipartita dei dodici Cavalieri d'Oro davanti al Muro del Lamento, Ioria di Leo si risveglia ad Asgard, regno del dio Odino, dove s'imbatte nella giovane Lifya, un tempo serva della celebrante Ilda di Polaris (ora ammalata) ora ricercata per aver espresso dubbi sul nuovo sacerdote di Asgard, Andrea Rise.
A seguito di un combattimento contro Frodi di Gullinbursti (uno dei Cavalier di Asgard al servizio di Andreas), Ioria scopre che lui e gli altri Cavalieri d'Oro sono stati riportati in vita ad Asgard come Einherjar per aiutare Lifya contro Andreas, il quale ha riportato in vita l'albero proibito Yggdrasill contro il volere del loro dio protettore, presentandolo però come un atto positivo per gli abitanti di Asgard.
Per distruggere l'albero e l'entità maligna che cresce al suo interno i dodici Cavalieri d'Oro si troveranno quindi a dover distruggere sette statue all'interno di altrettanti saloni che sorreggono l'albero, prima che sbocci il frutto di Yggdrasill.

## Personaggi
Cavalieri d'oro
- Mu di Aries
- Aldebaran di Taurus
- Saga di Gemini
- Death Mask di Cancer
- Aiolia di Leo
- Shaka di Virgo
- Dohko di Libra
- Milo di Scorpio
- Aiolos di Sagittarius
- Shura di Capricorn
- Camus di Aquarius
- Aphrodite di Pisces

Altri personaggi
- Lifya (リフィア?, Rifia). Ancella di Ilda di Polaris, alla quale la celebrante rivelò il pericolo che Andreas rappresenta per Asgard dopo essere stata costretta a letto da un malore inspiegabile. Lifya si mette a cercare persone che possano aiutarla, ottenendo così l'aiuto di Aiolia e di altri Gold Saint. Durante lo scontro del Saint del Leone contro Frodi (amico d'infanzia della ragazza) nel primo episodio un cambiamento negli occhi della ragazza fa intuire l'esistenza di una misteriosa presenza nel suo animo.
 Durante lo scontro fra Aiolia e Frodi nelle sale di Yggdrasill, la ragazza apprende di rivelando di essere lei la persona nascosta dietro la rinascita dei Saint, invocando la punizione per avere resuscitato i morti, venendo giustiziata da Utgard, spingendo Frodi a dubitare di Andreas. Successivamente la ragazza rivive come nuova Celebrante di Odino, che rivela di essere entrato nella giovane per sabotare il piano di Loki/Andreas. Dopo la distruzione della corazza di Odino, Lifya continua a pregare invocando il potere della terra e della gente di Asgard.
 A seguito della fine ella vita temporanea di Aiolia (di cui si è innamorata) e degli altri Saint, Lifya comincia a narrare la loro storia alla gente di Asgard.  Doppiata in originale da Aya Hisakawa e in italiano da Ilaria Silvestri.

Cavalieri di Asgard
- Andreas Riise (アンドレアス・リーセ?, Andoreasu Rīse). Dopo il malore improvviso di Ilda di Polaris, Andreas è il nuovo sacerdote di Asgard, che ha fatto rivivere l'Yggdrasil: un maestoso ed enorme albero dal misterioso potere. Precedentemente era il medico di corte, ma in un momento imprecisato lo spirito di Loki si è innervato nella sua mente, condizionando le sue gesta e architettando un piano per impadronirsi di Asgard, rievocando la lancia Gungnir, un'arma divina dal potere sconfinato. Incapace di riprendere il controllo del suo corpo, Andreas perirà a seguito dell'Athena Exclamation eseguita da Doko, Mu e Saga. Ciò tuttavia causerà il completo ritorno di Loki, il cui corpo prenderà le fattezze di quello di Andreas. Doppiato in originale da Tomokazu Seki e in italiano da Alessandro Zurla.
- Frodi di Gullinbursti ( グリンブルスティのフロディ?, Gurinburusuti no furodi). Il primo cavaliere ad apparire e a scontrarsi con Aiolia di Leo. Egli è il più fiero dei cavalieri, in quanto è membro di una famiglia che serve Odino da generazioni. In battaglia è solito servirsi della spada Sieg Schwert che si muove a seconda della volontà di Frodi, potendo anche staccarsi dal manico e colpire con la lama volante o generando un reticolato di fasci energetici. Frodi presiede la "Sala del coraggio, Vanaheim -  una delle sette stanze che sorreggono l'Yggdrasil, dove affronta di nuovo Aiolia. 
 La scoperta del fatto che Lifya sia la persona che ha riportato in vita i Gold Saint (e come tale meritevole di morte) mette in crisi la sua fede in Andreas, cambiando schieramento dopo che vdee la ragazza uccisa da Utgardar, scoprendo così che l'uomo custodiva la Odin Robe dentro di sé, agevolando il ritorno di Lyfia come nuova celebrante.
 Il suo attacco più potente è il Wild Schwein (Attacco del cinghiale selvaggio, nella versione doppiaggio storico). Insieme a Sigmund, Heracles e Surt è l'unico Cavaliere a sopravvivere alla fine della guerra. Doppiato in originale da Hiroshi Okamoto e in italiano da Ezio Vivolo.
- Heracles di Tanngrisnir (タングリスニルのヘラクルス?, Tangurisuniru no herakurusu). Cavaliere di Asgard che in combattimento utilizza principalmente la sua forza bruta, senza tuttavia disdegnare anche i suoi scudi rotanti e acuminati (simili a due carapaci e posizionati sulle spalle), oltre a possedere una sorta di lancia a due punte. Si scontra con Aldebaran del Taurus in un'arena fuori città, dove viene messo alle strette ma riesce comunque a fuggire. Heracles presiede la "Sala del gigante, Jotunheim" dove scontra di nuovo con Aldebaran all'interno di Yggdrasil, da cui viene facilmente  sconfitto.
 Il suo colpo segreto è il Ruota Tornado, con cui utilizza i suoi scudi per generare due potenti vortici d'aria, Insieme a Sigmund, Frodi e Surt è uno dei God Warrior che sopravvive alla fine della guerra. Doppiato in originale da Yūji Ueda e in italiano da Francesco Rizzi.
- Surt di Eikthrynir (エイクシュニルのスルト?, Eikushuniru no suruto). Cavaliere che predilige l'astuzia e la strategia in battaglia. Amico d'infanzia di Camus dell'Acquario, anni addietro il Gold Saint per errore causò la dipartita della sorellina di Surt. Da allora Camus promise di sdebitarsi con Surt e infatti dopo la resurrezione in Asgard, Camus sembra essere uno stretto alleato del God Warrior. Il potere controllato da Surt è il fuoco e usa come arma una spada seghettata che impugna con due mani. I suoi attacchi più potenti sono il Flame Dire Maëlstrom (Vortice ardente del Cervo nella versione doppiaggio storico) e l'Hatred Blue Flame (Fiamma blu dell'Odio), una fiamma di colore azzurro. Si scontra con Camus, dopo averlo spinto a combattere contro Shura di Capricorn, venendo sconfitto dall'Aurora Execution del Saint dell'undicesima casa. Viene poi visto sopravvissuto alla fine della guerra con  Sigmund, Heracles e Frodi. Doppiato in originale da Isshin Chiba e in italiano da Giuseppe Palasciano.
- Sigmund di Gram (グラニルのシグムント?, Guraniru no shigumunto). Completamente l'opposto di Surt, è un combattente impulsivo che non ama alcun tipo di strategia. È il fratello maggiore di Siegfried[7], leader dei cavalieri di Asgard affrontati da Seiya e gli altri Bronze Saint durante il periodo in cui Hilda era posseduta dall'Anello del Nibelungo. Si scontra con Saga, senza però apparire mai in grado di competere con lui. Durante lo scontro si verrà a sapere che in quanto fratello maggiore il ruolo di capo dei God Warrior durante l'ultima guerra con Atena sarebbe spettato a lui ma, scoperto che Hilda era stata soggiogata da Poseidone, viene imprigionato, venendo a conoscenza della guerra tra Asgard e Atena solo tempo dopo, per bocca di Andreas (allora medico di corte) medico di corte, Andreas Riise. Mentre Saga sta per sferrare il colpo di grazia l'armatura di Siegfried compare sul campo di battaglia, proteggendolo. Comprende di avere scelto la parte sbagliata, ma viene soggiogato da Andreas e trasformato in un berseker. Durante l'ultimo attacco implora Saga di ucciderlo. Il cavaliere d'oro lo sconfigge con l'Esplosione Galattica, risparmiandogli però la vita.
 Sigmund si serve di uno spadone di nome Gramr, con cui pare potere controllare il fulmine e il vento. I suoi attacchi più potenti sono il Paard Orkaan (Uragano del destriero nella versione doppiaggio storico) e il Paard Briller (Assalto del destriero). Insieme a Frodi, Heracles e Surt è l'unico Cavaliere a sopravvivere alla fine della guerra. Doppiato in originale da Toru Nara e in italiano da Alessandro Fattori.
- Baldr di Hraesvelg (フレースヴェルグのバルドル?, Furēsuvuerugu no barudoru). Sembra essere molto rispettato da Andreas e pare essere il più saggio ed equilibrato fra i cavalieri di Asgard. Egli è noto come il cavaliere immortale, poiché in gioventù un dio (che Baldr riteneva fosse Odino) dotò il suo corpo di una sorta di invulnerabilità agli attacchi avversari. La sua arma è una spada leggermente curva di nome Tyrfing. Le sue tecniche principali sono Yr e Ansur, legate alle due rune che Baldr ha sui dorsi delle mani, marchi del dio che lo ha potenziato in gioventù. Grazie ai simboli, Baldr può controllare al meglio tutto il suo potere, oltre a creare quattro sagome simili a Valchirie armate di spada che può scagliare contro il nemico. Presiede l'Alfheim, la sala della Luce, in cui affronta e perisce contro Shaka di Virgo. Doppiato in originale da Yuki Tai e in italiano da Mosè Singh.
- Utgardar di Garm (ガルムのウートガルザ?, Garumu no ūtogaruza). Cavaliere avvolto dal mistero poiché nessuno ne conosce l'identità. Come arma possiede una falce dalla lama rossa di nome Dainsleif, e presiede l'Hellheim, la sala dei Morti, dove incontra Doko. Dopo un breve scontro, si scopre che anche Utgard è un guerriero riportato in vita. Distrugge intenzionalmente la statua della sua stanza, per poi raggiungere Frodi e Aiolia nella stanza dell'Eroe dove uccide Lifya. A seguito di tale atto Frodi (già turbato circa le oscure macchinazioni di Andreas) lascia andare Aiolia, deciendo di confrontarsi con lui. Alla fine del duello, Utgardar muore, causando la distruzione della stanza di Frodi e rivelandosi come un Einjeherian, che aveva solo finto di ubbidire a Loki/Andreas, nascondendo all'interno del proprio corpo l'armatura di Odino.
 Il suo attacco migliore è il Hallucination Loup (Lupi dell'incubo nella versione doppiaggio storico). Durante il duello contro Frodi, Utgard afferma che anche lui discende da un casato che serve Asgard da svariate generazioni, ma che a differenza di Frodi e dei suoi avi, i quali agiscono in piena luce, lui e i suoi antenati hanno sempre agito nell'ombra, al riparo da occhi indiscreti. Doppiato in originale da Kenji Nojima e in italiano da Loris Bondesan.
- Fafner di Nidhogg (ニーズヘッグのファフナー?, Nīzuheggu no fafunā): Cavaliere spietato e crudele che ha il compito di condurre esperimenti su Yggdrasill per conto di Andreas utilizzando esseri umani per produrre dei nuovi Zaffiri di Odino. Inizialmente si scontra con Mur (il quale si lascia imprigionare di proposito per apprendere informazioni circa gli esperimenti di Fafner ed il ruolo dell'albero nell'assorbimento dell'energia di Asgard), che lo costringe poi alla ritirata. Successivamente che poi viene messo in scacco da Afrodite, che così ottiene informazioni su come distruggere la barriera intorno all'albero. Messo in salvo dall'arrivo di Andreas, Fafner viene poi messo a guardia di Schwarzalbenheim - la "sala della saggezza" -, dove Dopo un breve scontro con Mur affronta il subentrato Death Mask, il quale lo trascina nella Valle della Morte dove lo incatena per sempre.
La sua arma è un lama chiamata Ridill[8] che utilizza per il suo attacco Dragonewt Balletto (Danza delle Salamandre nella versione doppiaggio storico).  Doppiato in originale da Kentarō Itō e in italiano da Francesco Mei.

## Episodi
| Nº | Titolo italiano (Titolo Daisuki - Titolo Amazon) Giapponese 「Kanji」 - Rōmaji | In onda                                                     | In onda          |
| Nº | Titolo italiano (Titolo Daisuki - Titolo Amazon) Giapponese 「Kanji」 - Rōmaji | Giapponese                                                  | Italiano         |
| 1  | Tornate alla vita, Cavalieri d'Oro! - La rinascita della leggenda d'oro 「蘇れ！黄金伝説」 - Yomigaere! Ougun densetsu | 16 marzo 2015 (anteprima) 11 aprile 2015 (uscita ufficiale) | 6 dicembre 2023  |
| 1  | Dopo la distruzione del Muro del Lamento che separa gli Inferi dall'Elisio per mano dei Cavalieri d'oro, Ioria di Leo si ritrova nei pressi di Asgard dove delle guardie lo scambiano per un ubriaco e lo conducono in prigione. Nel frattempo, nello stesso villaggio la giovane Lithia (dama di compagnia di Ilda di Polaris e Flare) cerca di convincere i paesani a ribellarsi al volere delle guardie del palazzo, che poco dopo fanno irruzione e la conducono in prigione, dove incontra il Cavaliere del Leone. Una volta evasi la giovane chiede a Ioria di aiutarla a salvare la sua terra dagli inganni messi in atto dal nuovo celebrante di Odino, Andreas Liese. Succeduto a Ilda dopo che questa è stata colpita da uno strano malore, Andreas ha riportato in vita l'albero proibito Yggdrasil e ricostituito l'ordine dei Cavalieri di Asgard. Ioria (desideroso di tornare negli inferi per aiutare Atena e di scoprire il perché della sua resurrezione) inizialmente rifiuta di aiutare Lithia, ma quando la ragazza viene catturata dal Cavaliere di asgard Frodi di Gullinbursti torna indietro per salvarla, solo per essere subito messo in difficoltà dal potere dell'albero Yggdrasil che assorbe i cosmi nemici potenziando quelli dei Cavalieri di Asgard. Dopo avere capito che il suo avversario è tornato in vita come Einherjar (un guerriero risorto dopo essere morto una volta) per via dei simboli violacei apparsi sul corpo del Cavaliere di Atena, Frodi si appresta a finire il nemico ma in quel momento il ciondolo di Ioria si illumina, trasmettendo a tutti e dodici i Cavalieri d'Oro risorti ad Asgard un messaggio di Micene: devono raggiungere l'Yggdrasll per scoprire il mistero della propria rinascita. La Sacra Armatura del Leone subisce una mutazione temporanea grazie alla quale Ioria riesce a sconfiggere il nemico, per poi essere portato via da Lithia. Prima di ritirarsi con i suoi soldati Frodi scorge una strana presenza all'interno della ragazza. Poco distante Mur dell'Ariete percepisce il potere della trasformazione dell'armatura di Ioria, e si domanda se non si tratti di una Kamui, un'armatura divina. |                                                             |                  |
| 2  | Rivelati, mistero dell'Yggdrasil - Il segreto di Yggdrasil 「暴け！ユグドラシルの秘密」 - Abake! Yugudorashiru no himitsu | 25 aprile 2015                                              | 13 dicembre 2023 |
| 2  | Dopo lo scontro con Frodi, Lithia porta l'indebolito Ioria al riparo in una casa disabitata non molto distante, dove però non vi sono viveri. La giovane si reca a cercarli nel villaggio vicino, che però è inspiegabilmente deserto e lì perde i sensi per il freddo. Viene però salvata da Mur, che la porta nel fienile appartenente ai genitori dell'unico bambino rimasto al villaggio. Dopo essersi ripresa e avere ascoltato i racconti del piccolo, Lithia capisce che la causa della scomparsa degli abitanti è il sadico Cavaliere di Asgard Fafner di Nidhogg, che sta conducendo degli esperimenti su cavie umane nella cattedrale del villaggio e che molto probabilmente gli abitanti sono lì. Il Cavaliere dell'Ariete si reca dunque alla cattedrale, dove viene catturato e torturato dal nemico. In seguito Mur si libera asserendo di avere solo finto di essere in svantaggio allo scopo di capire l'entità degli esperimenti di Fafner e di analizzare l'Yggdrasil da vicino, nonché di dare così tempo a Lithia e Ioria di arrivare al villaggio in modo da costringere Fafner alla fuga e liberare gli abitanti del villaggio. Nel frattempo Aldebaran giunge in un'arena dove Dohko di Libra si sta scontrando con degli avversari asgardiani dinanzi a un pubblico. Mentre si interrogano sulla loro misteriosa rinascita, giunge lì il cavaliere Heracles di Tanngrisnir, che istiga i due Cavalieri di Atena a battersi con lui. Dohko propone ad Aldebaran di battersi, anche per rifarsi della sconfitta subita in passato per mano dei cavalieri asgardiani Mizar e Alcor. Aldebaran quindi scende in campo con la sua armatura, ma inizialmente si rifiuta di combattere una battaglia per scopi personali, dato che ciò è contro il volere di Atena. Solo quando Heracles, per provocarlo, mette in pericolo due bambini che stavano osservando lo scontro, il Cavaliere d'Oro ricorre al Sacro Toro, costringendo Heracles alla ritirata e rigenerando temporaneamente il corno destro dell'elmo della sua armatura d'oro. Mur rivela a Ioria e Lithia che all'interno dell'Yggdrasil sta crescendo un'entità maligna e insieme al compagno decide di recarsi all'albero in cerca di una risposta. Spinti dal messaggio di Micene anche Aldebarann e Dohko hanno preso la stessa decisione. |                                                             |                  |
| 3  | Scontro micidiale! Cavaliere d'oro contro Cavaliere d'oro - Un tradimento inaspettato 「激突！黄金聖闘士VS黄金聖闘士」 - Gekitotsu! Gōrudo Seinto VS Gōrudo Seinto | 9 maggio 2015                                               | 20 dicembre 2023 |
| 3  | Milo di Scorpio sta vagando per Asgard in cerca di risposte quando si imbatte in Camus di Aquarius, il quale ha scelto di schierarsi dalla parte di Asgard per mantenere la promessa fatta da bambino al suo amico Surt di Eikthrynir, uno dei sette Cavalieri di Asgard scelti da Andreas. Camus e Surt attaccano il Cavaliere dello Scorpione facendolo precipitare in un dirupo, dove viene salvato da Shaka di Virgo. Malgrado le ferite, Milo è deciso ad affrontare in combattimento Camus e a punirlo per il suo tradimento. Si reca quindi al castello dei cavalieri di Asgard, dove oltre a scontrarsi con Camus e Surt affronta anche Sigmund di Grani (fratello di Orion, Cavaliere di Asgard della stella Duhbe). Messo in difficoltà dagli stratagemmi del Cavaliere di Eikthrynir, Milo viene salvato dall'arrivo inaspettato di Saga di Gemini. Nel frattempo Mur decide di separarsi da Ioria e Lithia per andare a cercare Shaka e chiedergli informazioni sulla trasformazione dell'armatura del Leone. Il Cavaliere del Leone e l'ancella di Ilda arrivano quindi in una città che sembra beneficiare degli effetti della prosperità data alla terra dall'Yggdrasil. In questa città si trovano anche Death Mask di Cancer e Afrodite di Fish. Ioria e Lithia incontrano Death Mask, che sembra più interessato al gioco d'azzardo e all'alcol che a compiere il proprio dovere di cavaliere, la qual cosa scandalizza Lithia. Death Mask si rifiuta di unirsi a loro nella battaglia contro Yggdrasil e Ioria e Lithia lasciano la città. |                                                             |                  |
| 4  | Adunata! I sette Cavalieri di Asgard - I sette guerrieri di Asgard! 「集結！七人の神闘士」 - Shūketsu! Nana-ri no goddo uōriā | 23 maggio 2015                                              | 27 dicembre 2023 |
| 4  | Dato lo svantaggio numerico Saga decide di abbandonare lo scontro insieme a Milo, non prima di avere distrutto la base di Camus, Surt e Sigmund. I due Cavalieri di Asgard si recano a fare rapporto ad Andreas. Nel frattempo Lithia descrive a Ioria le caratteristiche dei sette guerrieri (Frodi di Gullinbursti, Heracles di Tanngrisnir, Surt di Eikthrynir, Sigmund di Gran, Baldr di Hraesvelg, Utgard di Garm e Fafnir di Nidhogg). In città Death Mask è ancora intento a giocare d'azzardo in una taverna. Viene rivelato che egli fa segretamente dono dei soldi che vince a Helena, una giovane di cui si è invaghito. Helena, pur essendo malata gestisce un negozio di fiori grazie al quale mantiene se stessa e i suoi fratellini. Death Mask apprende dal sostituto dell'oste che il padrone del locale è all'ospedale a curarsi poiché (su disposizione di Andreas) sembra che chiunque possa farsi visitare gratuitamente. L'indomani mattina il cavaliere scopre che anche Helena è stata portata in ospedale da un Cavaliere di Asgard per guarirla. Si tratta di Fafner, il quale sta in realtà usando l'energia vitale degli abitanti ricoverati per creare un nuovo zaffiro. Insospettito, Death Mask si reca all'ospedale pur essendo privo di armatura (l'armatura di Cancer infatti non l'ha ancora riconosciuto come degno di indossarla nuovamente, dopo gli avvenimenti dello scontro con Sirio nella serie classica). Afrodite giunge però nella struttura prima dell'amico e combatte contro il Cavaliere di Asgard con i propri fiori, approfittandone per raccogliere informazioni che invia a Mur. Prima di potere liberare tutti i prigionieri, il Cavaliere viene però attaccato da Andreas e dalle radici da lui controllate. Riesce a portare via dall'ospedale solo Helena, un attimo prima di essere trafitto e risucchiato dalle radici dell'albero davanti agli occhi di Death Mask, sopraggiunto in quel momento. Death Mask si dichiara pronto ad affrontare Andreas anche privo di armatura e il suo coraggio gli permette di ottenere il perdono dell'armatura, che viene in suo soccorso. Indossatala, il cavaliere d'oro si scontra con Andreas, riuscendo brevemente a trasformare l'armatura come avvenuto a Ioria. Andreas abbandona lo scontro, ma purtroppo Helena spira tra le braccia di Death Mask. |                                                             |                  |
| 5  | Limite estremo! La forza delle armature divine - Il potere segreto delle sacre vestigia 「究極！神聖衣の力」 - kyūkyoku! goddo kurosu no chikara | 6 giugno 2015                                               | 3 gennaio 2024   |
| 5  | Shaka spiega a Mur il modo per spezzare la barriera dell'Yggdrasill distruggendo le tre grandi radici dell'albero e gli rivela il segreto delle armature divine, consegnandogli inoltre il pugnale usato da Lady Isabel per suicidarsi e scendere negli Inferi (misteriosamente ritrovato accanto a lui): per evocare l'armatura divina è necessaria la presenza di qualcosa legato ad Atena come il pugnale, come il ciondolo di Micene (che egli donò alla piccola Isabel e che da questa fu restituito al Cavaliere di Leo dopo la battaglia al Grande tempio) o come le armature dei Cavalieri d'Oro caduti durante le battaglie al Grande tempio e contro Poseidone, sulle quali Atena versò le proprie lacrime. Questa trasformazione però dura solo pochi minuti. Mur condivide quindi le informazioni con i Ioria, Milo, Dohko e Aldebaran che si dirigono verso le tre diverse radici, ritrovandosi però a combattere davanti a delle ombre dei Cavalieri di Bronzo generate dalla Inverno di Fimbul, un labirinto posto a guardia delle radici che confonde il cuore degli uomini. Milo, Aldebaran e Dohko sfoderano i loro attacchi migliori sbaragliando le illusioni, mentre l'illusione che Ioria sta affrontando cambia aspetto, assumendo quello di Shura di Capricorn, segno che il Cavaliere del Leone non ha ancora perdonato quello del Capricorno per l'uccisione di Micene. L'illusione sta per avere la meglio ma Ioria viene salvato dall'intervento del vero Shura che gli offre l'occasione di distruggere definitivamente l'ombra. Giunti davanti alle radici i Cavalieri d'Oro devono fare raggiungere alle armature lo stato divino per poterle distruggere, ma Milo ha bisogno del pugnale e così convince Mur a inviarglielo, ben sapendo di stare mettendo la propria vita in pericolo perché non ancora ripresosi dalle ferite ricevute nello scontro con Camus e Surtr. Milo, Aldebaran e Ioria raggiungono quindi contemporaneamente lo stadio divino e distruggono le radici, ma il Cavaliere dello Scorpione esala il suo ultimo respiro e viene subito risucchiato dalle radici dell'Yggdrasil. |                                                             |                  |
| 6  | Alla carica! Le sette abitazioni dell'Yggdrasil - Le sette sale di Yggdrasil 「突入！ユグドラシルの7つの間」 - Totsunyū! Yugudorashiru no 7tsu no ma | 20 giugno 2015                                              | 10 gennaio 2024  |
| 6  | Distrutte le radici i Cavalieri d'Oro e Lithia si addentrano all'interno delle radici dell'Yggdrasil, ritrovandosi così al centro dell'albero. Qui Lithia rivela che Yggdrasill sta in piedi grazie a sette statue poste in altrettante sale, ognuna protetta da un Cavaliere di Asgard: Svartalfheim (stanza della saggezza), Jotunheim (stanza dei giganti), Alfheim (stanza della luce), Hellheim (stanza della morte), Vanaheim (stanza del coraggio), Niflheim (stanza della nebbia) e infine la Jaheim (la stanza del ghiaccio). I Cavalieri d'Oro si dividono e si recano ognuno in una stanza diversa, mentre Lithia inizia a vagare e si ritrova all'improvviso dentro Hellheim. Contemporaneamente Andreas dona ai suoi Cavalieri sette nuovi zaffiri per aiutarli a superare la forza dei nemici e facendo loro credere che il ritorno di Ioria e gli altri alla vita è frutto di un'alleanza fra Ade e Atena, inoltre successivamente rivela a Frodi di avere già incontrato personalmente uno dei cavalieri di Atena: Micene di Sagitter, il quale riuscì solamente a ferire il suo occhio sinistro con una freccia, prima di precipitare sconfitto in un dirupo. Una volta raggiunta ognuno la propria stanza Ioria si trova ad affrontare Frodi nella stanza dell'Eroe, Aldebaran finisce nella stanza del Gigante presieduta da Heracles, Mur incontra nuovamente Fafnir nella stanza della Saggezza, Shura fronteggia Camus in quella del Ghiaccio, mentre Dohko arriva nella stanza dei Morti dove gli si para innanzi una misteriosa figura incappucciata. Mentre Shaka, Saga e Death Mask si incamminano verso l'Yggdrasil, Andreas percepisce un rallentamento nella crescita dell'albero che parrebbe dovuto alla freccia scoccata da Micene. |                                                             |                  |
| 7  | Devastazione! Armatura divina contro Armatura divina - Scontro nella sala del ghiaccio 「激震！神聖衣VS神聖衣」 - Gekishin! Goddo Kuros VS Goddo Kuros | 4 luglio 2015                                               | 17 gennaio 2024  |
| 7  | Intrapresa la battaglia contro i rispettivi avversari, i Gold Saint si rendono conto dell'incredibile potenza dei sette Zaffiri di Odino. Nella Stanza della Morte, Dohko capisce di stare scontrandosi contro guerrieri già deceduti in passato: li sconfigge facilmente, ma prima che possa attaccare la figura incappucciata Utgard di Garm si para dinanzi a lui, impedendogli di avvicinarsi a essa e alla statua. L'individuo misterioso si libera del cappuccio, rivelandosi come Lithia. Intanto, nella Stanza del Ghiaccio, Shura e Camus si affrontano arrivando ad attivare la trasformazione delle loro armature in God Cloth. Dopo uno scontro tra l'Excalibur e l'Aurora Execution è Camus ad avere la meglio. Surt, il vero guardiano della stanza, si domanda come mai Camus sia ancora in piedi e quest'ultimo gli fa notare che il vero bersaglio dell'attacco di Shura non era lui bensì la Statua del Ghiaccio, che infatti cade in frantumi. Senza esitazione Surt uccide Shura trafiggendolo con la spada e rivela a Camus che la Stanza del Ghiaccio era solo un diversivo per nascondere la Stanza del Fuoco, Muspelheim. Il corpo di Shura viene immediatamente assorbito dalle radici di Yggdrasil. Sconvolto dalla morte dell'antico compagno di battaglia, Camus si rende conto che Surt è ormai votato al male e cerca di farlo rinsavire ma il Cavaliere di Asgard accusa Camus di tradimento e lo attacca, solo per essere sconfitto dall'Aurora Execution di Camus, potenziata dalla God Cloth. In punto di morte Surt si pente delle proprie azioni e Camus accetta le sue scuse. I due cavalieri vengono seppelliti dal crollo della stanza. Nella Stanza del Gigante, Aldebaran sconfigge Heracles usando il potere del God Cloth. Heracles viene attaccato dalle radici di Yggdrasil e nel tentativo di salvare l'avversario Aldebaran viene risucchiato a sua volta dall'albero sacro, non prima però di avere distrutto la Statua del Gigante. In coda all'episodio, Shaka si prepara ad affrontare Baldr di Hraesvelg nella stanza da lui presieduta, e Andreas, che sta osservando tutti gli scontri a distanza, commenta che il cavaliere della Vergine sta per affrontare un dio. |                                                             |                  |
| 8  | Baldr! L'uomo eletto dagli dei - L'uomo scelto dagli dei 「バルドル！神に選ばれし男」 - Barudoru! Kami ni Erabareshi Otoko | 18 luglio 2015                                              | 24 gennaio 2024  |
| 8  | Shaka attacca Baldr con il Rikudo Rinne e poi con gli spiriti infernali, ma Baldr neutralizza entrambi gli attacchi senza difficoltà e a sua volta attacca Shaka con il suo colpo Ansur. Il Cavaliere della Vergine si difende con il khan e, scioccato, riesce a percepire che il suo avversario ha davvero poteri pari a quelli di un dio. Baldr narra a Shaka di avere ricevuto poteri divini quando, disperato per non avere potuto aiutare gli abitanti del suo villaggio a causa della propria debolezza, elevò preghiere dinanzi a una statua di Odino e il dio gli rispose, concedendogli un corpo invulnerabile. Baldr decise dunque che il luogo più adatto per esercitare il proprio potere era il campo di battaglia, e dopo l'ascesa di Andreas divenne Cavaliere di Hraesvelg. Shaka afferma di avere ricevuto da Atena la conoscenza che la divinità per la quale Andreas combatte non è Odino, che nemmeno la forza che ha donato a Baldr l'invulnerabilità era Odino, e che accettando quel potere Baldr ha perso qualcos'altro di molto importante: la compassione. I due si scontrano ancora e Baldr viene infine sconfitto dal Sacro Virgo di Shaka, che ottiene l'armatura divina e distrugge la statua. In punto di morte, Baldr inizia a provare il dolore che il suo corpo avrebbe dovuto sentire in tutti i precedenti scontri, ma Shaka misericordiosamente lo priva del senso del tatto. La stanza crolla, seppellendo Shaka e Baldr. Nel frattempo Mur si trova in difficoltà con Fafnir e quest'ultimo gli spiega che è diventato così potente grazie ai zaffiri di Odino e agli esperimenti che ha compiuto con essi sulle sue cavie umane. Lo scontro viene interrotto da Death Mask che dice a Mur di andare avanti verso la prossima stanza, mentre lui affronta Fafnir mandandolo nel limbo con il Sekishiki Meikaiha. Fafnir afferma che se lui muore anche i fratelli e le sorelle di Helena moriranno, perché in questo momento stanno venendo utilizzati da lui come fonte di energia. Death Mask però sente le anime dei bambini incoraggiarlo a combattere. La sua armatura raggiunge lo stadio di armatura divina e Death Mask utilizza una nuova tecnica, la Calamità dell'Oltretomba, per intrappolare Fafnir nel limbo senza ucciderlo, in modo che le anime dei bambini possano tornare ai loro corpi. Death Mask distrugge la statua, per poi crollare a terra esausto. Intanto, Dohko si rende conto che Lithia è posseduta da qualcosa. La fanciulla abbandona la stanza della morte, Dohko cerca di inseguirla ma viene fermato da Utgard di Garm. In coda all'episodio Saga arriva nella stanza della nebbia, pronto ad affrontare Sigmund. |                                                             |                  |
| 9  | Saga! Un'ardente legame fraterno - L'ardente legame fraterno 「サガ！熱き兄弟の絆」 - Saga! Atsuki kyōdai no kizuna | 1 agosto 2015                                               | 31 gennaio 2024  |
| 9  | Saga e Sigmund si affrontano e durante la battaglia Sigmund rivela come, essendo stato l'unico a rendersi conto che Ilda era stata posseduta dall'Anello di Nettuno, sia stato da lei imprigionato e Siegfried abbia preso il suo posto come Cavaliere di Asgard per essere poi ucciso nello scontro con i cavalieri di Atena. Sigmund è quindi deciso a vendicare la sorte del suo fratello minore. Saga gli dice che anche lui conosce il dolore della perdita di un fratello. La sua Esplosione Galattica sembra avere la meglio su Sigmund, ma all'improvviso una parte dell'armatura di Siegfrid appare e lo protegge. L'armatura sta piangendo, e Sigmund si rende conto che suo fratello desidererebbe che la battaglia avesse termine. Andreas però interviene, utilizzando il zaffiro per risvegliare in Sigmund il Berserk, uno stato di furia incontrollabile. Incapace di controllarsi, Sigmund attacca Saga, ma il cavaliere d'oro ottiene l'armatura divina e sconfigge l'avversario, risparmiandogli però la vita. Nel frattempo Dohko si scontra con Utgard. Il cavaliere di Odino viene scagliato dalla forza dell'attacco di Dohko contro la statua della stanza della morte che viene distrutta dall'urto con sorprendente facilità, al punto che Dohko si domanda se Utgard non l'abbia fatto apposta. Il colpo inoltre fa cadere la maschera di Utgard, mostrando che egli ha sul volto un marchio simile a quello dei cavalieri d'oro risvegliati dalla morte. Dohko viene travolto dal crollo della stanza. Lo scontro tra Ioria e Frodi viene interrotto da Lithia, che rivela di avere infine ricordato di essere stata lei a riportare in vita i cavalieri d'oro. Per tale sacrilegio, Andreas ordina a Frodi di ucciderla, ma il cavaliere si rifiuta di farlo, e quando Andreas tenta di mandarlo in Berserk come già aveva fatto con Sigmund Frodi distrugge lo zaffiro con la propria spada, liberandosi dall'influsso di Andreas. All'improvviso appare Utgard, che colpisce mortalmente Lithia. La giovane spira tra le braccia del disperato Ioria. Frodi affronta Utgard per vendicare la sua amica d'infanzia, esortando Ioria a cercare e affrontare Andreas. |                                                             |                  |
| 10 | Battaglia decisiva! Ioria contro Andreas - Il vero volto di Andreas 「決戦！アイオリアＶＳアンドレアス」 - Kessen! Aioria tai Andoreasu | 15 agosto 2015                                              | 7 febbraio 2024  |
| 10 | Come ha promesso a Lyfia, Ioria finalmente affronta Andreas. Andreas dice a Ioria che la vita di Lyfia è stata quella di una marionetta nelle sue mani. Ioria colmo di rabbia usa un poderoso cosmo per arrivare all'armatura divina lanciando il Lighting Plasma. Nel frattempo Froidl è impegnato nella battaglia contro Utgard e subisce colpi su colpi dalla spada di Utgard, che assume una strana posizione difensiva. Nel mezzo dei dubbi Froidl ricorda la sua risolutezza nel proteggere Asgard percependo la voce della sua terra. |                                                             |                  |
| 11 | Rinascita! Il dio degli inganni di Asgard Loki - La venuta di un dio crudele 「復活！アスガルドの邪神ロキ」 - Fukkatsu! Asugarudo no Jashin Roki | 29 agosto 2015                                              | 14 febbraio 2024 |
| 11 | Mur, Saga e Dohko scagliano la tecnica proibita Urlo di Atena vestendo le armature divine e riescono in questo modo a sconfiggere Andreas. Eppure il frutto del male non sembra fermare la sua crescita e Ioria e gli altri cavalieri vengono catturati dalle radici dell'Yggdrasil. Dinnanzi a Ioria, in qualche modo scampato alla cattura, si palesa l'armatura di Loki. I cavalieri d'oro hanno sì disintegrato il corpo della divinità, ma la vera essenza di Loki era rimasta intatta, nascosta nella sua armatura. Privato dell'armatura d'oro, Ioria si trova ad affrontare Loki in una situazione ormai disperata. Ormai sul punto di perire sotto i colpi del dio a cui ogni resistenza risulta vana, il cavaliere viene salvato da un inaspettato miracolo. |                                                             |                  |
| 12 | Rinascita! L'arma sacra, la lancia Gungnir - La nascita della lancia Gungnir 「誕生！神器グングニルの槍」 - Tanjō! Jingi Gunguniru no Yari | 12 settembre 2015                                           | 21 febbraio 2024 |
| 12 | Con rinnovato coraggio dovuto alla volontà del fratello Micene e forte dell'armatura di Odino ottenuta da Lithia, Ioria si confronta con Loki impugnando la spada dello stesso Odino e il tesoro reale Draupnir! Grazie alla forza combinata di Ioria e Lithia, Loki comincia ora a trovarsi alle strette. Tuttavia la giovane Lithia, appena divenuta vicario del dio Odino, non sembra ancora in grado di sostenerne l'incredibile forza. La situazione è resa ancora più critica dalla lenta ma inesorabile crescita della lancia Gungnir, e dalla sua imminente rinascita! La guerra raggiunge il suo culmine: riusciranno i colpi di Ioria ad avere la meglio contro la lancia Gungnir in questo scontro mortale? |                                                             |                  |
| 13 | Il nostro lascito al futuro! L'intramontabile leggenda dei cavalieri d'oro 「届け我らの想い！永遠の黄金伝説！」 - Todoke Warera no Omoi! Eien no Ōgon Densetsu! | 26 settembre 2015                                           | 28 febbraio 2024 |
| 13 | I cavalieri d'oro sono di nuovo riuniti dopo la distruzione del Muro del pianto e si preparano a sfidare il dio degli inganni Loki armato della Lancia Gungnir. I dodici cavalieri si trovano però sovrastati dalla schiacciante potenza del dio. Nonostante la situazione sia ormai disperata, Lithia non si dà per vinta e continua a supportarli tramite le sue preghiere. In quel momento, come in risposta all'armonia creatasi nel firmamento, una rivelazione di Atena discende dai cieli. Per proteggere la pace e la giustizia sulla Terra Ioria e gli altri cavalieri d'oro dovranno sconfiggere il dio degli inganni Loki, superando con il loro cosmo quello di una divinità. |                                                             |                  |

## Distribuzione
La serie è stata trasmessa per la prima volta on line in simulcast in 24 paesi e 222 regioni diverse a partire dalla mezzanotte dell'11 aprile 2015 (fuso orario nipponico, in Italia dal 10 aprile 2015 alle 17.00) in lingua originale con sottotitoli in inglese, spagnolo (europeo e latino americano), portoghese (del Brasile), italiano, coreano, cinese (semplificato e tradizionale), francese, malese, tailandese e tagalog su varie piattaforme web (diverse a seconda delle regioni). Gli episodi venivano pubblicati ogni due settimane alla mezzanotte fra venerdì e sabato (fuso orario nipponico).
Fra i paesi esclusi dalla trasmissione in streaming vi erano i paesi francofoni (dove la trasmissione avveniva pochi giorni dopo il rilascio sul sito principale sul canale satellitare Mangas) oltre che l'Oceania (tutti gli stati) e l'Antartide.

### Edizioni italiane
Durante il periodo di rilascio internazionale, la versione sottotitolata in lingua italiana di Soul of Gold fu pubblicata gratuitamente su tre piattaforme ufficiali: Daisuki (il cui player è anche integrato nel sito ufficiale della serie), Crunchyroll e su un canale dedicato di YouTube, in seguito dismesso. Nel 2016 Yamato Video rilasciò la serie sul proprio canale YouTube sempre con un doppio adattamento.
Dopo l'annuncio ufficiale furono resi disponibili due versione sottotitolate in italiano: la prima (basata sulla terminologia impiegata all'interno della versione italiana del sito ufficiale della serie) utilizzava i termini dell'adattamento storico italiano per i colpi e personaggi (pertanto il cavaliere del Leone viene chiamato Ioria anziché Aiolia), salvo nei casi in cui il cui nome italiano ripristinando però il nome di quei Cavalieri che nella serie del 1986 venivano appellati unicamente con il nome della loro costellazione (in modo simile a quanto fatto da Granata Press per la propria edizione del manga originale negli anni '90) ed era utilizzato sia su Daisuki che per nei video pubblicati su Youtube. Su Crunchyroll era invece disponibile un secondo adattamento (basato sui sottotitoli quelli in lingua inglese) che utilizza nomi e terminologia fedeli all'originale sia per i personaggi che per gli attacchi.
Il doppiaggio italiano della serie è stato effettuato nel 2023 per conto di Yamato Video e presentato poi in anteprima alla Milano Games Week del 2023. L'edizione doppiata è stata poi pubblicata fra dicembre dello stesso anno e febbraio 2024 sul canale AnimeGeneration della piattaforma Prime Video, con il ritorno sui protagonisti di voci già utilizzate in precedenti produzioni del franchising, ove possibile.
Similmente per l'edizione doppiata del 2023 sono state pubblicate due tracce audio con terminologia differente, indicate rispettivamente come "versione doppiaggio storico" e versione "fedele all'originale". Come nel caso dei sottotitoli di Daisuki nel 2015, anche per la traccia audio "doppiaggio storico" sono stati ripristinati i nomi dei Cavalieri d'Oro che in precedenza venivano indicati con i nomi delle rispettive costellazioni.

### Home video
Fra agosto e dicembre 2015 la serie è stata pubblicata in Giappone in DVD e BluRay per un totale di 6 uscite 

## Colonna sonora
Il compositore delle musiche è Hiromi Mizutani. L'opening è una rielaborazione di "Soldier Dream", sigla d'apertura che era stata utilizzata nella serie televisiva per gli archi di Asgard e Nettuno (ep.74-114) in sostituzione di Pegasus Fantasy.
- Sigla di apertura: Soldier Dream eseguita dai ROOT FIVE
- Sigla di chiusura: Yakusoku no Asu e eseguita dai ROOT FIVE

## Altri Media

### Videogiochi
I personaggi dei dodici Cavalieri d'Oro con le loro armature d'oro divine sono stati successivamente resi disponibili nel videogioco del 2015 Saint Seiya - Soldiers' Soul, pubblicato per PC, Playstation 3 e 4.
Le armature divine dei Cavalieri d'Oro sono state poi riproposte in versione manga nel fumetto I Cavalieri dello zodiaco - Episode G: Assassin di Megumu Okada.

## Merchandising

### Modellismo
Il lancio della serie è accompagnato dalla produzione di nuovi modellini della serie Myth Cloth a essa legati che raffigurano i Cavalieri d'Oro con le armature divine, in vendita a partire dall'estate del 2015. Il primo di questi a essere presentato è stato Ioria, contemporaneamente all'annuncio della serie. Successivamente furono rivelati anche quelli di Mur e Shaka.